# Champvent
Champvent is een gemeente en plaats in het Zwitserse kanton Vaud en maakt deel uit van het district Jura-Nord vaudois.
Champvent telt 340 inwoners.

## Geschiedenis
Tot 2008 maakte de gemeente deel uit van het toenmalige district Yverdon.
Op 1 januari 2012 zijn de gemeenten Essert-sous-Champvent en Villars-sous-Champvent opgegaan in deze gemeente.

## Externe links

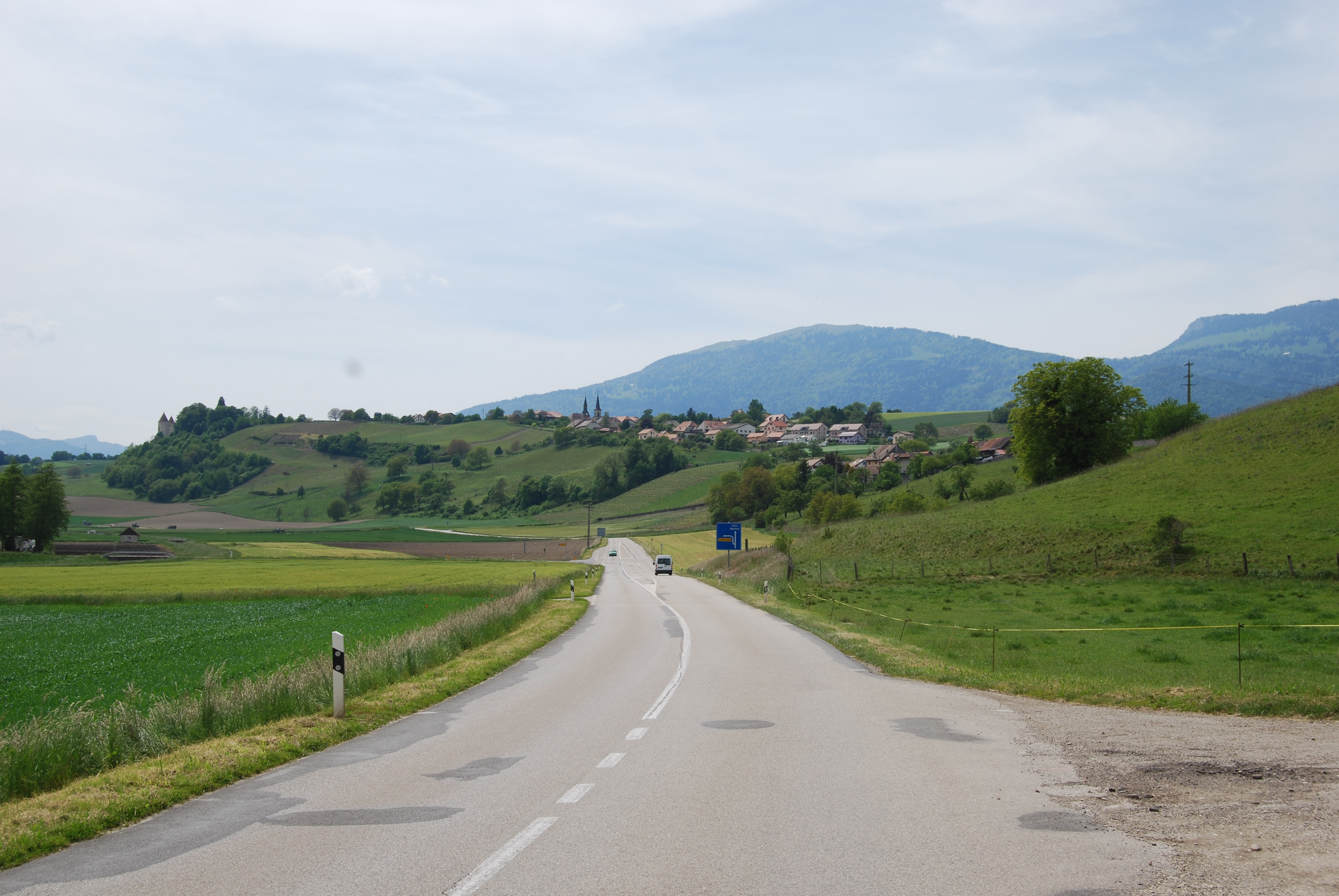
Champvent